# Подела Кореје
Подела Кореје, односи се на поделу Кореје извршену 1945. године, која је била последица Другог светског рата и поделе интересних сфера између Совјетског Савеза и Сједињених Америчких Држава. Првобитно, постојале су две окупационе зоне — совјетска и америчка, са границом на 38. упореднику, али су 1948. године од њих настале Демократска Народна Република Кореја, на северу Корејског полуострва, и Република Кореја, на југу. Власти обе новонастале државе су за циљ имале поновно политичко уједињење полуострва, али су идеолошке разлике онемогућавале да се то изврши дипломатским путем. Корејски рат је избио 1950. године као последица тога, али и као последица и део Хладног рата. Мада је Корејски рат довео до измене граница између Јужне и Северне Кореје, подела је опстала.

## Историјски контекст
Кореја је од 1905. године била јапански протекторат, а 1910. је анектирана и постала је јапанска колонија. Ови догађаји су представљали почетак стварања јапанског колонијалног царства, чији раст је временом довео Јапан у војни сукоб са Сједињеним Државама, а тај сукоб се сматра делом Другог светског рата. Иако су биле надмоћне у сукобу, у Сједињеним Државама је одлучено да се тражи совјетска помоћ у борби против Јапана, јер страховано је да би инвазија на Јапанска острва и јапанске поседе на азијском континенту резултирала стотинама хиљада америчких жртава. Путем британског премијера Черчила, у октобру 1944. године је договорена могућност да Црвена армија, у оквиру будућег ангажовања против Јапана у Манџурији, ради маневарског простора заузме и делове Кореје. Совјетско право на окупацију дела Кореје је потврђено на Јалтској конференцији. Након победе савезника у Европи, Совјетски Савез је ступио у рат против Јапана 8. августа 1945. године. Јапан је 14. августа капитулирао, али борбе у Манџурији су настављене до 21. августа.

## Подела
Како Црвена армија не би заузела читаво Корејско полуострво, САД су Совјетском Савезу упутиле предлог о успостављању демаркационе линије на 38. упореднику, који је прихваћен 14. августа. На тај начин, Кореја је подељена на два приближно једнака дела. Демаркациона линија је повучена без узимања у обзир рељефа и постојећих територијално-административних јединица.
На северу, пошто је Црвена армија успоставила контролу над окупационом зоном већ у августу, успостављен је комунистички режим, на чије чело је у октобру 1945. дошао Ким Ил Сунг. Америчка војска је започела окупацију јужног дела Кореје у септембру и формирана је америчка војна управа, на челу са генералом Џоном Р. Хоџом. На конференцији у Москви децембра 1945. године, договорено је да Кореја буде „поверена” Совјетском Савезу, Сједињеним Државама, Кини и Великој Британији наредних четири до пет година. Са обе стране демаркационе линије, почело је формирање корејске војске, као и државних установа. Миграција становништва преко демаркационе линије, у оба смера, се такође одвијала. Око 650.000 људи, делом хришћана, прешло је на југ, док су комунисти, којих је на југу било више него на северу, прелазили на север. Од априла до јула 1947. године су између СССР-а и САД вођени преговори ради окончања окупације и ради поновног уједињења Кореје, али резултата није било. Преговори су настављени у септембру у оквиру Уједињених нација, али ни тада није постигнут договор. У америчкој окупационој зони су у мају 1948. године одржани избори за парламент, у јулу је парламент усвојио устав и изабрао за председника републике Сингмана Рија, а у августу је проглашена Република Кореја. У совјетској окупационој зони су избори одржани у септембру, чиме је формирана Демократска Народна Република Кореја.